# Сакеев, Александр Владимирович
Александр Владимирович Сакеев (20 июня 1945 — 31 января 1973) — советский хоккеист, нападающий, мастер спорта СССР.

## Биография
Александр Сакеев начинал играть в хоккей в Москве, на Стадионе Юных пионеров, где он занимался с 1959 года. С 1961 года он стал выступать за юношескую команду «Динамо», а с 1963 года тренировался уже в составе команды мастеров «Динамо» (Москва).
Александр Сакеев выступал в основном составе московского «Динамо» с 1964 по 1971 год, забросив 71 шайбу в 245 матчах чемпионата СССР (по другим данным, 73 шайбы в 241 или 242 матчах). За это время в составе своей команды он один раз становился серебряным призёром и четыре раза — бронзовым призёром чемпионата СССР, а в 1969 году был включён в список лучших хоккеистов сезона. Его партнёрами по тройке нападения в разные годы были Виктор Шилов, Игорь Самочёрнов и Анатолий Мотовилов.
В составе сборной СССР Александр Сакеев сыграл в одном товарищеском матче против команды Чехословакии, который состоялся 24 ноября 1965 года. Также провёл 25 игр за вторую сборную СССР и забросил 16 шайб.
В 1971 году перешёл в создаваемую в тот год новую команду «Спартак» (Ташкент), которая в 1973 году была переименована в «Бинокор», в её составе играл во второй лиге чемпионата СССР.
Погиб 31 января 1973 года под колёсами поезда около Дмитрова (Московская область).

## Достижения
- Серебряный призёр чемпионата СССР — 1971[1].
- Бронзовый призёр чемпионата СССР — 1966, 1967, 1968, 1969[1].
- Финалист Кубка СССР — 1966, 1969, 1970, 1974[3].
- Обладатель Кубка Торонто — 1971[1].
- Обладатель Кубка Стеклодувов — 1965, 1968, 1969[1].